# Нада Мицић Паквор
Др Нада Мицић Пакор (1899—1969) лекарка је пореклом из Глине, Хрватске.
Медицинске студије је завршила у Загребу 1924. године. У Новом Саду је пре Другог светског рата започела каријеру прво као лекарка у Школској поликлиници, а затим као директорка исте установе све до 1941. Председница Удружења универзитетски образованих жена — секције за Војводину, основаног у Новом Саду 1932. била је, према забелешци Теодоре Петровић у књизи Сећања.
После ослобођења Новог Сада, нове власти је 1944. постављају за управницу Школске поликлинике. По одлуци Повереништва за народно здравље Главног одбора Народног фронта Војводине је од 1949. била на челу Управе за заштиту мајке и детета. Била је чланица Покрајинског одбора Антифашистичког фронта жена (АФЖ) Војводине задужена за рад на образовању жена на плану здравствене заштите деце.
Њени чланци о дечјем здрављу, правилном неговању деце, хигијени, репродуктивном здрављу жена редовно су објављивани у периоду 1948—1950. у Гласу жена, месечнику Покрајинског одбора АФЖ-а Војводине. Део тог корпуса објављен је и у посебним брошурама Мајка припрема поврће за своју децу, За малишане који се лекара плаше, Хигијена ђака од јутра до мрака, Не путуј мајко без велике потребе са својим одојчетом и друге. Од 1962. године, тада већ примаријус, др Нада Мицић Паквор је била на челу Покрајинског центра за заштиту мајке и детета, који је исте године трансформисан у две институције: Демонстрациони центар са оперативним службамаиПокрајински центар за заштиту мајке и детета са посебним задацима на чијем челу је била до пензионисања 1964.
Више од три деценије била на челу служби које су бринуле о здрављу најмлађих Новосађана и њихових мајки.
Након пензионисања преселила се у Београд где је и сахрањена 1969. године.